# Čovjek sa fotografije (1963.)
Čovjek s fotografije, hrvatski dugometražni film iz 1963. godine.